# Louis Herthum
Louis Herthum (Baton Rouge, 5 de julho de 1956) é um ator e produtor norte-americano. Herthum trabalhou como ator de teatro, televisão e cinema, e também fez diversas aparições em comerciais de televisão nacionais. belo ator

## Início de vida
Herthum nasceu em Baton Rouge, Louisiana.

## Carreira

### Ator
Herthum começou sua carreira como ator em 1978, atuando em teatros locais, comerciais de televisão locais e regionais e propagandas impressas. Em 1991, ele se juntou ao elenco da série Murder, She Wrote; Ele interpretou o deputado Andy Broom por 25 episódios das últimas cinco temporadas da série (1991-1996).
Ele já fez aparições em séries de televisão como CSI, CSI: Miami, CSI: NY, NCIS, Criminal Minds, True Blood (onde se uniu ao elenco por 7 episódios da 5 ª temporada da série em 2011), JAG, The Mentalist, Men of a Certain Age, True Detective, Treme, Breaking Bad e The Gates. Em 2016, ele apareceu em duas séries de televisão; Ele interpretou Omar na série Longmire da Netflix, e Peter Abernathy, um hóspede (robô) na série Westworld da HBO.
Na indústria cinematográfica, ele está creditado em In the Electric Mist, The Curious Case of Benjamin Button, I Love You Phillip Morris, American Inquisition, The Open Road, Tekken, 12 Rounds, Seconds Apart e The Last Exorcism.

### Produção
Em março de 1996, após completar seu último episódio de Murder, She Worte, Louis voltou sua atenção para a produção de filmes e retornou para sua cidade natal de Baton Rouge para produzir Favorite Son, seu primeiro longa-metragem. Desde então, a produtora Ransack Films, sediada em Baton Rouge, produziu cinco filmes, um documentário de longa metragem (The Season Before Spring) e um curta-metragem ("The Grapevine").